# Pride Bushido 3
Pride Bushido 3 foi um evento de artes marciais mistas promovido pelo Pride Fighting Championships, ocorrido em 23 de maio de 2004 na Yokohama Arena em Yokohama, Japão. O card contou com três lutas entre Gracies vs. Japoneses.

## Ligações Externas
- Site Oficial do Pride
- Sherdog.com